# Хожай, Оксана Борисовна
Оксана Борисовна Хожай (1 февраля 1965, Киев — 17 марта 2013, там же) — украинская певица, актриса, поэт, композитор.

## Биография
Родилась 1 февраля 1965 года в Киеве, вскоре после этого родители переехали в Черниговскую область. Музыкальное образование получила в Киевской средней специализированной школе-интернате им. Н. Лысенко для особенно одарённых детей при Киевской консерватории. После школы поступила в театральный институт им. Карпенка-Карого на актёрское отделение.
Уже в студенческие годы была ведущей и принимала активное участие в телевизионном конкурсе «Неожиданный Дождь». Не один раз была приглашена в музыкальную телепрограмму «Утренняя почта». Оксана — единственная представительница от Украины в профессиональной французской труппе мирового кабаре «Мулен Руж»; пела в сопровождении оркестра в Венгрии, Германии, Австрии и Болгарии.
В 1988 году записала с поп-группой «Визит» обработку народной песни «Калина». В 1992 году — сингл «Снежный человек». В 1993 году выпущен альбом «Пантера». В 1995 году — альбом «Дождь», сопровождаемый одноимённым клипом, впервые — в чёрно-белом стиле. Летом 1997 года фирма «Western Thunder» растиражировала альбом на кассете: выход альбома сопровождался премьерой видеоклипа «Ту-ру-ру», ставшего первым на Украине клипом с элементами компьютерной графики.
С лета 1999 года сотрудничала с Киевским государственным музыкально-драматическим цыганским театром «Романс» Игоря Крикунова. В декабре того же года прошла премьера спектакля «Цыгане», где Оксана исполнила главную роль. С феврале 2000 года сотрудничала с продюсером, певцом и композитором Александром Чукаленко («Барон», Music Step). В паре с продюсером (лейбл J.R.C.) выпустила первый компакт-диск «Холодный рассвет».
В 2008 году Оксана Хожай победила в украинской версии телешоу «Званый ужин».
В 2008 и 2010 годах её сингл «Молчать» вошёл в топ-20 хит-парада, проводимого украинским музыкальным порталом «Я — звезда» совместно с радиостанцией «MusiсРадио».
В августе 2012 года у певицы диагностировали редкую болезнь — синдром Шегрена. Последние месяцы она была прикована к постели. 12 марта 2013 года ей сделали сложную операцию по удалению части кишечника.
Умерла 17 марта 2013 года на 49-м году в Киеве. Прощание с певицей прошло 19 марта на Байковом кладбище. 20 марта прах Оксаны Хожай захоронен в городе Борзна Черниговской области.

## Дискография
Альбомы
- 1993 — «Пантера»
- 1995 — «Дождь»
- 2000 — «Холодный рассвет»

Синглы
- 1992 — «Снежный человек»
- 2008 — «Молчать»

## Награды
Указом Президента Украины Леонида Кучмы награждена званием «Заслуженная артистка Украины».
За помощь благотворительным организациям награждена Орденом Святого Станислава 5 степени, является Кавалерственной дамой Ордена.